# Creekside (Pennsilvània)
Creekside és una població dels Estats Units a l'estat de Pennsilvània. Segons el cens del 2000 tenia 323 habitants.

## Demografia
Segons el cens del 2000, Creekside tenia 323 habitants, 148 habitatges, i 93 famílies. La densitat de població era de 566,9 habitants per quilòmetre quadrat.
Dels 148 habitatges en un 25% hi vivien nens de menys de 18 anys, en un 49,3% hi vivien parelles casades, en un 12,8% dones solteres, i en un 36,5% no eren unitats familiars. En el 31,8% dels habitatges hi vivien persones soles el 10,1% de les quals corresponia a persones de 65 anys o més que vivien soles. El nombre mitjà de persones vivint en cada habitatge era de 2,18 i el nombre mitjà de persones que vivien en cada família era de 2,77.
Per edats la població es repartia de la següent manera: un 19,5% tenia menys de 18 anys, un 8,4% entre 18 i 24, un 34,7% entre 25 i 44, un 22% de 45 a 60 i un 15,5% 65 anys o més.
L'edat mediana era de 38 anys. Per cada 100 dones de 18 o més anys hi havia 85,7 homes.
La renda mediana per habitatge era de 26.161 $ i la renda mediana per família de 30.000 $. Els homes tenien una renda mediana de 24.286 $ mentre que les dones 18.750 $. La renda per capita de la població era de 13.603 $. Entorn de l'11,7% de les famílies i el 14,7% de la població estaven per davall del llindar de pobresa.

## Poblacions més properes
El següent diagrama mostra les poblacions més properes.